# تپه اردوگاه اردغانی
تپه اردوگاه اردغانی مربوط به سده‌های اولیه دوران‌های تاریخی پس از اسلام است و در شهرستان اسفراین، بخش مرکزی، دهستان دامنکوه، ۶ کیلومتری شمال روستای چهار برج واقع شده و این اثر در تاریخ ۳۰ بهمن ۱۳۸۶ با شمارهٔ ثبت ۲۱۲۲۵ به‌عنوان یکی از آثار ملی ایران به ثبت رسیده است.